# ジョン・フレッチャー (チューバ奏者)
ジョン・フレッチャー（John Fletcher, 1941年5月19日 - 1987年10月）は、イギリスのチューバ奏者である。チューバの世界的ソリストで、ヴォーン・ウィリアムズのチューバ協奏曲の演奏者として知られた。

## 経歴
イングランド北部リーズの出身で、ケンブリッジ大学にて自然科学を専攻し、卒業後の1964年から1966年までBBC交響楽団の首席チューバ奏者を務めた。またロンドン交響楽団では1966年から1987年10月に急逝するまで首席チューバ奏者を務めた。
1972年には、アンドレ・プレヴィン指揮の元、ロンドン交響楽団とヴォーン・ウィリアムズのチューバ協奏曲を演奏。1976年には、エドワード・グレグソンによる『チューバとブラスバンドのための協奏曲』を献呈され、同年マンチェスターにて演奏を行っている。
トランペット奏者のフィリップ・ジョーンズらと共にフィリップ・ジョーンズ・ブラスアンサンブル（PJBE）でも活躍し、1986年6月のPJBEの解散の後は、他の若手団員らと共にロンドン・ブラスを結成していた。